# Tósnyárasd
Tósnyárasd (szlovákul: Topoľnica, korábban Jazerný Ňáražd) község Szlovákiában, a Nagyszombati kerületben, a Galántai járásban. Pallóc településrész tartozik hozzá.

## Fekvése
Galántától 6 km-re délkeletre található.

## Története
A települést 1113-ban a zoborhegyi apátság oklevelében „Narias” alakban említik először. A 16. századtól kezdik a „Tós” (tavas) előtaggal említeni. 1533-ban a Mérey, 1646-ban a Balássy és a Baranyai család birtoka. 1672-ben letarolta a török, ezután évtizedekig puszta volt. Később az éberhárdi uradalom része, birtokosai a Batthyány és az Esterházy családok voltak. 1780-óta működik iskola a településen. A falu legrégibb pecsétje 1704-ből származik. 1813-ban és 1894-ben nagy árvíz sújtotta. 1860-ban 530 lakosa volt. A 19. század második felétől a 20. század közepéig Pallóson szeszgyár és takarmányszárító működött.
Vályi András szerint „Tót Nyárosd. Magyar falu Posony Várm. földes Ura G. Batthyányi Uraság, lakosai katolikusok, fekszik Taksonyhoz 3/4 órányira, Kajalnak szomszédságában, és annak filiája, határja két vetőre van osztva, ’s közép termékenységű, réttye, és erdeje van.”
Fényes Elek szerint „Nyárasd (Tós), tót magyar falu, Poson vmegyében, Galanthától 1 órányira. Táplál 367 kath. lakosokat. F. u. többen. Ut. p. Szered.”
Pozsony vármegye monográfiája szerint „Tósnyárasd, a budapest–bécsi vasútvonal mentén fekszik. Magyar kisközség, 87 házzal és 667, róm. kath. vallású lakossal. A község postája Kajal, távírója és vasúti állomása pedig Galánta. Nyárasd neve már egy 1193-iki okiratban előfordul; de nem biztos, hogy ezt a Nyárasdot kell-e értenünk (alatta). Hogy ősrégi község, azt az a körülmény bizonyítja, hogy plébániája már 1307-ben megvolt. Ma fennálló kath. templomát állítólag a XVI. században építették. Az 1553-iki összeírásban Mérey Mihálynak itt 6 portája adózik és ekkor Tót-Nyárasd néven szerepelt. 1647-ben Balássy Zsuzsanna és Baranyay Tamás bírják. 1672-ben a törökök elpusztítják és 1690-ben is lakatlan praedium. Később Éberhard tartozékaként ugyancsak e néven van említve. Idővel a Batthyányak lettek az urai és azután az Esterházyak. 1813-ban és 1894-ben a Vág áradásai okoztak nagy kárt a községben.”
A trianoni békeszerződésig Pozsony vármegye Galántai járásához tartozott. A második világháború után magyar lakosságának felét áttelepítették Magyarországra, a helyükre szlovákok költöztek. Pallóc települést 1954-ben csatolták a községhez, addig Taksonyhoz tartozott.

## Népessége
| Év:            | 1994. | 2004.   | 2014.   | 2024.    |
| -------------- | ----- | ------- | ------- | -------- |
| Emberek száma: | 792   | 832     | 816     | 992      |
| Eltérés:       |       | +5,05 % | -1,92 % | +21,56 % |

| Év:            | 2023. | 2024.   |
| -------------- | ----- | ------- |
| Emberek száma: | 915   | 992     |
| Eltérés:       |       | +8,41 % |

| Tósnyárasd lakosságának nemzetiségi megoszlása | Tósnyárasd lakosságának nemzetiségi megoszlása | Tósnyárasd lakosságának nemzetiségi megoszlása |
| ---------------------------------------------- | ---------------------------------------------- | ---------------------------------------------- |
| szlovák                                        |                                                | 5 fő (1%)                                      |
| magyar                                         |                                                | 587 fő (99%)                                   |
| cseh                                           |                                                | 0 fő (0%)                                      |
| egyéb                                          |                                                | 2 fő (0%)                                      |
| *1910. évi népszámlálási adatok                |                                                |                                                |

| Tósnyárasd lakosságának nemzetiségi megoszlása | Tósnyárasd lakosságának nemzetiségi megoszlása | Tósnyárasd lakosságának nemzetiségi megoszlása |
| ---------------------------------------------- | ---------------------------------------------- | ---------------------------------------------- |
| szlovák                                        |                                                | 369 fő (44%)                                   |
| magyar                                         |                                                | 446 fő (53%)                                   |
| cseh                                           |                                                | 5 fő (1%)                                      |
| egyéb                                          |                                                | 16 fő (2%)                                     |
| *2001. évi népszámlálási adatok                |                                                |                                                |

| Tósnyárasd lakosságának nemzetiségi megoszlása | Tósnyárasd lakosságának nemzetiségi megoszlása | Tósnyárasd lakosságának nemzetiségi megoszlása |
| ---------------------------------------------- | ---------------------------------------------- | ---------------------------------------------- |
| szlovák                                        |                                                | 392 fő (49%)                                   |
| magyar                                         |                                                | 405 fő (50%)                                   |
| cseh                                           |                                                | 4 fő (0%)                                      |
| egyéb                                          |                                                | 6 fő (1%)                                      |
| *2011. évi népszámlálási adatok                |                                                |                                                |

1880-ban 557 lakosából 540 magyar anyanyelvű volt.
1890-ben 551 lakosából 541 magyar és 9 szlovák anyanyelvű volt.
1900-ban 575 lakosából 574 magyar és 1 szlovák anyanyelvű volt.
1910-ben 594 lakosából 587 magyar és 5 szlovák anyanyelvű volt.
1921-ben 629 lakosából 611 magyar és 17 csehszlovák volt.
1930-ban 678 lakosából 597 magyar és 74 csehszlovák volt.
1941-ben 647 lakosa mind magyar volt.
1991-ben 769 lakosából 469 magyar és 291 szlovák volt. 
2001-ben 836 lakosából 446 magyar és 369 szlovák volt.
2011-ben 807 lakosából 405 magyar és 392 szlovák volt.
2021-ben 799 lakosából 342 (+9) magyar, 439 (+28) szlovák, 9 egyéb és 9 ismeretlen nemzetiségű volt.

## Neves személyek
- Itt született 1842-ben Kudlik János római katolikus esperes-plébános és országgyűlési képviselő.
- Itt született 1948-ban Varga László nagymegyeri pedagógus, helytörténész.

## Nevezetességei
- A Szent István király tiszteletére szentelt római katolikus temploma 1781-ben épült a régebbi templom alapjain, 2002-ben megújították. Nemeskajal filiája.

## Oktatás
- Magyar tanítási nyelvű általános iskolája 1974-ben szűnt meg, s a tanulók többsége Galántára kényszerül beutazni.
- Szlovák tanítási nyelvű általános iskola és óvoda.

## Társadalmi szervezetek
- A Csemadok helyi szervezete.
- Sportszervezete 1928-ban alakult.